# Tapalhuaca
Tapalhuaca è un comune del dipartimento di La Paz, in El Salvador.